# Dorothy Stevenson
Dorothy Stevenson (fl. XX secolo) è stata una tennista australiana.

## Biografia
Durante la sua carriera giunse in finale nel singolare all'Australasian Championships nel 1938 perdendo contro Dorothy Bundy in due set (6-3, 6-2).  L'anno precedente venne fernata alle semifinali da Emily Hood.
Sempre nel 1938 giunse ai quarti di finale alle internazionali di Francia, dove perse contro Simonne Mathieu, poi vincitrice della competizione. Nel doppio giunse due volte alle semifinali all'Australian Open, nel 1936 e nel 1939 dove con Nell Hall perse contro May Hardcastle ed Emily Hood.